# Княжество фон дер Лайен
Княжеството фон дер Лайен (на немски: Leyen, Fürstentum von der Leyen; на френски: Principauté de la Leyen) е малка държава, суверенно княжество на Рейнския съюз в югозападна Германия под протектората на френския император (Protecteur de la Confédération) от 1806 до 1813 г. През 1818 г. попада към Велико херцогство Баден. Има площ от 126 km² и 4500 жители (1800). Столицата е град Зеелбах в Баден-Вюртемберг.
Княжеството фон дер Лайен се създава от Графство Хоенгеролдсек. Първият и единствен княз от 1806 до 1815 г. е Филип фон дер Лайен (* 1766; † 1829), племенник на имперския канцлер Карл Теодор фон Далберг, архиепископ на Майнц и Регенсбург, и син на имперския граф Франц Карл фон дер Лайен.